# Condition Red
Condition Red är det tyska power metal-bandet Iron Saviors fjärde album. Det släpptes 2002 av skivbolaget Noise Records. Skivan utkom även i Brasilien och i Japan, där med en cover av Seals "Crazy" som bonusspår.

## Låtlista
1. "Titans of Our Time" – 3:54
2. "Protector" – 4:36
3. "Ironbound" – 5:22
4. "Condition Red" – 4:58
5. "Warrior" – 4:49
6. "Mindfeeder" – 4:45
7. "Walls of Fire" – 4:21
8. "Tales of the Bold" – 5:32
9. "No Heroes" – 4:15
10. "Paradise" – 5:49
11. "Thunderbird" – 7:23

## Medverkande
Musiker
- Piet Sielck – sång, gitarr
- Joachim "Piesel" Küstner – gitarr, sång
- Jan-Sören Eckert – elbas, sång
- Thomas Nack – trummor
- Andreas Kück – keyboard, sång

Bidragande musiker
- Rolf Köhler – sång

Produktion
- Piet Sielck – producent, mixning, mastering
- Marisa Jacobi - design
- Jo Kirchherr - fotografi